# Miraklet på Manhattan
Miraklet på Manhattan (originaltitel: Miracle on 34th Street, oprindelig udgivet som The Big Heart i Storbritannien) er en amerikansk julefilm fra 1947 skrevet og instrueret af George Seaton og produceret af 20th Century Fox. Filmen er baseret på en historie af Valentine Davies. I filmens hovedroller er Maureen O'Hara, John Payne, Natalie Wood og Edmund Gwenn.
Filmen foregår mellem Thanksgiving Day og juledag in New York City og handler om en julemand i et stormagasin, der påstår, at han er den rigtige Julemand.
Filmen er en klassiker, der ofte vises som en juletradition i USA. Filmen blev nomineret the en Oscar for bedste film og er optaget i det amerikanske National Film Registry under Library of Congress for dens "kulturelle, historiske og æstetiske kvaliteter".